# Carl Georg von Holck
Carl Georg von Holck, född den 3 januari 1834 i Aalborg, död den 14 augusti 1868 i Dresden, var en dansk rättslärd.
von Holck blev juris kandidat 1855, tog följande år även slesvigsk juridisk examen och fick anställning i slesvigska ministeriet. Åren 1857–59 studerade han i Bonn, Paris och München, höll 1860–61 föreläsningar vid Köpenhamns universitet i slesvigsk rätt och blev 1862 professor. Efter hans död utgavs Den danske Statsforfatningsret (1869) och Den danske Statsforvaltningsret (1870).